# Søen og digteren
|  | Denne artikel er oprettet af botten PalnaBot ud fra en ekstern database. Den kan derfor have sproglige fejl eller mangler. Denne skabelon kan fjernes efter kontrol af indholdet. |

Søen og digteren er en film instrueret af Tobias Stern Johansen, Katrine Stern Johansen.

## Handling
Filmen fører os ud på de golde sletter ved Aralsøen. Spredt ligger rustne skibsvrag og vidner om en helt anden tid. Vandet er forsvundet! En digter lader poesien beskrive miljøet og skaber ved hjælp af kunsten en bevidsthed om natur og miljø blandt storbyens børn.